# Gan Le'ummi Tel Gezer
Gan Le'ummi Tel Gezer (hebreiska: גן לאומי תל גזר) är en nationalpark i Israel.   Den ligger i distriktet Centrala distriktet, i den centrala delen av landet. Gan Le'ummi Tel Gezer ligger 210 meter över havet.